# Viktor Papaev
Viktor Evgen'evič Papaev (in russo Виктор Евгеньевич Папаев?; Bazarnyj Karabulak, 2 marzo 1947) è un allenatore di calcio ed ex calciatore sovietico, dal 1991 russo, di ruolo centrocampista.

## Statistiche

### Cronologia presenze e reti in nazionale
| Cronologia completa delle presenze e delle reti in nazionale ― Unione Sovietica | Cronologia completa delle presenze e delle reti in nazionale ― Unione Sovietica | Cronologia completa delle presenze e delle reti in nazionale ― Unione Sovietica | Cronologia completa delle presenze e delle reti in nazionale ― Unione Sovietica | Cronologia completa delle presenze e delle reti in nazionale ― Unione Sovietica | Cronologia completa delle presenze e delle reti in nazionale ― Unione Sovietica | Cronologia completa delle presenze e delle reti in nazionale ― Unione Sovietica | Cronologia completa delle presenze e delle reti in nazionale ― Unione Sovietica |
| Data                                                                            | Città                                                                           | In casa                                                                         | Risultato                                                                       | Ospiti                                                                          | Competizione                                                                    | Reti                                                                            | Note                                                                            |
| ------------------------------------------------------------------------------- | ------------------------------------------------------------------------------- | ------------------------------------------------------------------------------- | ------------------------------------------------------------------------------- | ------------------------------------------------------------------------------- | ------------------------------------------------------------------------------- | ------------------------------------------------------------------------------- | ------------------------------------------------------------------------------- |
| 6-8-1969                                                                        | Mosca                                                                           | Unione Sovietica                                                                | 0 – 1                                                                           | Svezia                                                                          | Amichevole                                                                      | -                                                                               | 56’                                                                             |
| 20-2-1970                                                                       | Lima                                                                            | Perù                                                                            | 0 – 2                                                                           | Unione Sovietica                                                                | Amichevole                                                                      | -                                                                               |                                                                                 |
| 22-2-1970                                                                       | San Salvador                                                                    | El Salvador                                                                     | 0 – 2                                                                           | Unione Sovietica                                                                | Amichevole                                                                      | -                                                                               |                                                                                 |
| 10-6-1973                                                                       | Mosca                                                                           | Unione Sovietica                                                                | 1 – 2                                                                           | Inghilterra                                                                     | Amichevole                                                                      | -                                                                               | 58’                                                                             |
| Totale                                                                          |                                                                                 | Presenze                                                                        | 4                                                                               |                                                                                 | Reti                                                                            | 0                                                                               |                                                                                 |